# احمد عطاش
احمد بن عبدالملک بن عَطّاش (؟ – ۱۱۰۷م) داعی اسماعیلی نزاری در ایران بود.وی در اصفهان ساکن بود اما به علت درگیری با مردم سنی‌مذهب اصفهان به ری می‌رود و به حسن صباح ملحق می‌شود و از آن پس به تبلیغ کیش اسماعیلی پرداخت. احمد پس از مدتی دوباره به اصفهان بازمی‌گردد و این بار با تلاش فراوان و تبلیغات خود موفق می‌شود قلعهٔ شاهدژ را به تصرف اسماعیلیان درآورد، این قلعه از مهم‌ترین قلعه‌های اسماعیلی بود که حاکمان سلجوقی سعی در باز پس‌گیری آن داشتند؛ تا این که محمد بن ملکشاه در حدود سال ۵۰۰ هجری / آوریل ۱۱۰۷ میلادی دستوری برای حمله به قلاع اسماعیلیی را صادر کرد و در این میان بسیاری از اسماعیلیان دستگیر یا کشته شدند.

## زندگی
نزاریان در ناحیهٔ اصفهان، پایتخت اصلی سلجوقیان، به رهبری احمد بن عبدالملک بن عطاش (عالم و داعی‌الدعات اسماعیلیان در سرزمین‌های سلجوقی) دستاوردهای بزرگی به‌دست آوردند. احمد با پذیرش شغل آموزگاری فرزندان پادگان نظامی سلجوقی در شاهدژ، توانست از این پوشش استفاده کرده و به‌تدریج پادگان این دژ تاریخی مهم را به مذهب خود گرایش دهد و در نهایت در سال ۴۹۴ هجری / ۱۱۰۰ میلادی، آن را تصرف کند.
پس از آن، احمد به سرعت گردآوری مالیات از مناطق اطراف شاه دز را آغاز کرد و دیری نپایید که همراه با دیگر نزاریان، بر دژی دیگر به نام خانلجان، واقع در جنوب اصفهان، نیز مسلط شد. با وجود حملات شدید و مکرر سلجوقیان، او در دفاع از این دو دژ موفق بود و در آن‌ها پایدار ماند.
در سال ۵۰۰ هجری / ۱۱۰۷ میلادی، سلطان محمد یکم سلجوقی شخصاً فرماندهی لشکری عظیم را برای حمله به شاهدژ بر عهده گرفت. احمد وارد مجموعه‌ای از مذاکرات طولانی با سلجوقیان شد که در نهایت بی‌نتیجه ماند. پس از عقد توافق‌نامه صلح بین طرفین، احمد و گروهی از یاران پرشورش عهد خود مبنی بر تسلیم دژ را شکستند. حملهٔ نهایی سلجوقیان منجر به کشته شدن بیشتر نزاریان مدافع شاهدژ شد و احمد نیز دستگیر و در اصفهان اعدام شد.وی را سوار بر شتری کردند و در شهر به گردش درآوردند و سپس پوستش را کنده و آتش زده و از دروازه شهر آویزان کردند. آن‌ها سر احمد را به همراه سر پدرش به نزد خلیفه مستظهر فرستادند.